# Lovitura de stat din 5 octombrie 1910 din Portugalia

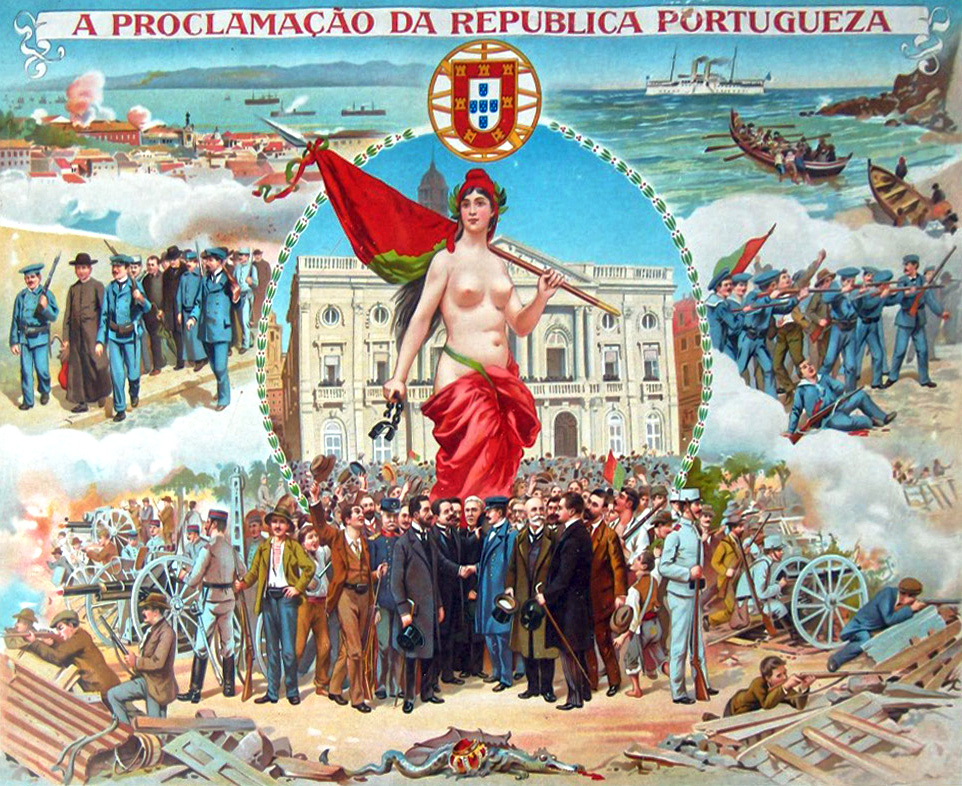
Litografia color realizată de artistul Cândido da Silva, ilustrând evenimentele revoluționare din noaptea de 3 octombrie 1910, care au condus la proclamarea Republicii Portugheze.

Lovitura de stat din 5 octombrie 1910 (denumită și Revoluția din 1910) a avut loc în Portugalia și a constat în detronarea regelui Manuel al II-lea și instaurarea Primei Republici Portugheze.
Înaintea loviturii de stat, primul ministru João Franco a demisionat și a plecat în exil. S-au organizat noi alegeri, dar fragmentarea spectrului politic a împiedicat formarea unui guvern stabil. La 1 octombrie 1910, vizita președintelui Braziliei, Hermes da Fonseca, a servit drept pretext pentru demonstrații de stradă republicane. La 3 octombrie armata a refuzat să înăbușe o revoltă de pe vasele marinei militare din estuarul Tagusului, luând în schimb poziții în jurul Lisabonei. La 4 octombrie, două vase de război au început să bombardeze palatul regal, determinându-l pe Manuel al II-lea și pe familia regală să fugă în Marea Britanie. La 5 octombrie s-a organizat un guvern provizoriu, iar scriitorul Teófilo Braga a devenit președinte.
Revoluția și republica instaurată erau anticlericale și aveau o abordare „ostilă” a problemei separării statului de biserică, similară celei din Revoluția Franceză, și a altor mișcări care au urmat, cum ar fi Constituția spaniolă din 1931 și Constituția mexicană din 1917. În contextul revoluției anticlericale, episcopii au fost izgoniți din diocezele lor, proprietatea clericilor a fost naționalizată, portul sutanei a fost interzis, toate seminariile teologice mici au fost închise, fiind lăsate să funcționeze doar cinci seminarii mari. O lege din 22 februarie 1918 a permis funcționarea a doar două seminarii în toată țara, dar nici acestea nu-și primiseră proprietățile înapoi. Ordinele religioase au fost înlăturate din țară, acestea totalizând 31 de ordine cu membri organizați în 164 de case (în 1917, unele ordine au primit permisiunea de a se reînființa). Educația religioasă a fost interzisă atât în școala primară cât și în cea secundară.
Implicarea vaselor marinei militare în revoluție a prefigurat un fenomen ce avea să se repete în Revoluția din Octombrie din Rusia (1917) și la căderea monarhiei germane în 1918.